# 郭家湾遗址
郭家湾遗址，位于中国甘肃省榆中县，为一个省级文物保护单位，类型为古遗址。
郭家湾遗址的历史年代为新石器时代。